# Liste des épisodes des Années coup de cœur

Cet article présente la liste des épisodes de la série télévisée américaine Les Années coup de cœur (1988-1993).

## Première saison (1988)
1. Épisode pilote : Le jour où tout a commencé (Pilot)
2. Tout ce que vous voulez savoir sur le sexe (Swingers)
3. Le Bureau de mon père (My Father's Office)
4. L'Ami de ma sœur (Angel)
5. Le Coup de fil (The Phone Call)
6. Danse avec moi (Dance With Me)

## Deuxième saison (1988-1989)
1. Les Idées noires (The Heart of Darkness)
2. Mademoiselle White (Our Miss White)
3. Un Joyeux Noël (Christmas)
4. Entre les deux mon cœur balance (Steady as She Goes)
5. Juste entre toi et moi (Just Between Me and You and Kirk and Paul and Carla and Becky)
6. Tremblements de cœur (Pottery Will Get You Nowhere)
7. La Leçon de piano (Coda)
8. Hiroshima, mon frère (Hiroshima, Mon Frere)
9. Une Chouette équipe (Loosiers)
10. La Manifestation (Walk Out) alias La Manif
11. La Vengeance de Becky Slater (Nemesis)
12. La Destinée (Fate)
13. Les Chemins de la vie (Birthday Boy)
14. Les Ailes coupées (Brightwing)
15. La Fille à la chauve-souris (Square Dance)
16. Le Bois Harper (Whose Woods are These)
17. Un si bel été (How I'm Spending My Summer Vacation) alias Le Bel Été

## Troisième saison (1989-1990)
1. L'Été 64 (Summer Song) alias Sur un air d'été / L'Été
2. Le Cours de maths (Math Class) alias M. Collins
3. Une Promenade en voiture (Wayne on Wheels) alias L’Ennemie de mon cœur
4. Maman, de l’air ! (Mom Wars)
5. Sur le Devant de la scène (On the Spot) alias Tous en scène
6. Une Vraie amitié (Odd Man Out) alias L’Amitié, c’est quoi ?
7. Le Vieux Tacot (The Family Car) alias La Nouvelle voiture
8. Le Chtar (The Pimple) alias Le Bouton
9. Rédemption matheuse (Math Class Squared)
10. Rock ’n’ Roll (Rock 'n' Roll)
11. T’y connais quelque chose en fille, toi ? (Don't You Know Anything About Women?)
12. Tout est dans les gênes (The Powers That Be)
13. Un vrai pote (She, My Friend and I) alias L’Amour et l’amitié
14. Le Massacre de la Saint-Valentin (St. Valentine's Day Massacre)
15. La Cabane en bois (The Tree House)
16. La Chorale (Glee Club)
17. Passe la nuit dehors (Night Out)
18. La Foi (Faith)
19. Le Baseball (The Unnatural)
20. Adieu Monsieur Collins (Goodbye)
21. Ma Mère (Cocoa and Sympathy)
22. La Fifille à son papa (Daddy's Little Girl) alias La Fille de son papa
23. Le Départ (Moving)

## Quatrième saison (1990-1991)
1. Ça pousse (Growing Up) alias Grandir
2. Jolie Distraction (Ninth Grade Man) alias Le Premier jour
3. La Balade (The Journey) alias Le Voyage
4. Le Coût de la vie (The Cost of Living) alias Le Prix de l’indépendance
5. Ma, ma, ma, ma, Madeline (It's a Mad, Mad, Madeline World) alias La Vie est une drôle de cuisine
6. Petite Debbie (Little Debbie)
7. Norma et Jack (The Ties that Bind) alias Sacrifice professionnel
8. Le Sixième joueur (The Sixth Man) alias Le Haut du panier
9. Joyeux Noël monsieur Cutlip (Very Cutlip Christmas) alias La Nuit du Père Noël
10. Le Candidat (The Candidate) alias L’Élection
11. Tu me fends le cœur (Heartbreak) alias La Rupture
12. Restons amis (Denial) alias Restons Bons amis / Mauvaise Nouvelle
13. C’est qui tante Rose ? (Who's Aunt Rose?) alias Tante Rose
14. Courageux mais pas téméraire (Courage) alias L’Épreuve du feu
15. Buster (Buster) alias Buster, chien fidèle
16. Juste faire une course (Road Trip) alias Un Samedi noir
17. Le Fils à maman (When Worlds Collide) alias Maman de retour à l’école
18. Chambre à part (Separate Rooms)
19. Le Trombinoscope (The Yearbook) alias Le Miroir de l'apparence
20. Réminiscences (The Accident) alias L'Accident
21. Le Colocataire (The House that Jack Built) alias L’Héritage diabolique
22. La Remise des diplômes (Graduation) alias L’Esprit ouvert
23. Flash back (The Wonder Years) alias Bilan

## Cinquième saison (1991-1992)
1. Le Lac de ses yeux (The Lake) alias Le Lac
2. Le Premier jour (Day One) alias Y’a comme un os
3. La Quincaillerie (The Hardward Store)
4. L’Entremetteur  (Frank and Denise) alias Frank et Denise
5. Tout est permis (Full Moon Rising) alias L’Épopée de la pleine lune
6. Triangle amoureux  (Triangle) alias Jalousie / Triangle
7. L’Équipe de foot (Soccer) alias Le Foot
8. Un Sacré dîner (Dinner Out)
9. Le Réveillon de Noël (Christmas Party) alias La Fête de Noël
10. La Fortune des Pfeiffers (Pfeiffer's Choice)
11. Permis de conduire (Road Test)
12. La Voiture de Papy (Grandpa's Car)
13. C’est trop injuste (Kodachrome)
14. Pas facile l’avenir (Private Butthead)
15. Des Mastodontes et des hommes (Of Mastodons and Men) alias Un rendez-vous romantique
16. La Nuit où Winnie (Double Double Date) alias Une Histoire ratée
17. Héros (Hero) alias Un Héros
18. Sur un plateau (Lunch Stories) alias Il s’en passe des choses à la cafet
19. Projection privée (Carnal Knowledge) alias La Connaissance charnelle
20. Le week-end de tous les dangers (The Lost Weekend) alias Un week-end tout seul
21. Orages (Stormy Weather) alias Sale temps
22. Le Mariage (The Wedding)
23. L'Été, le retour (Back to the Lake) alias Retour aux sources
24. L’amour va et vient (Broken Hearts and Burgers)

## Sixième saison (1992-1993)
1. Le Retour du soldat ( Homecoming ) alias Retour à la maison
2. Partie de pêche (Fishing) alias La Pêche
3. Le Patrin marie sa fille (Scenes from a Wedding) alias Le Mariage
4. Sexe, économies et finances (Sex and Economics)
5. Partie de campagne (Politics as Usual)
6. Le Regret (White Lies) alias Mensonges et trahison
7. Wayne et Bonnie (Wayne and Bonnie)
8. Livreur pour Monsieur Chong (Kevin Delivers)
9. Le Test (The Test) alias L'Exam
10. Ne pas se morfondre (Let Nothing You Dismay) alias Il ne faut pas désespérer
11. Bonne Année (New Years) alias Nouvelle Année
12. Alice au pays de guimbardes (Alice in Autoland)
13. À la Recherche de Monsieur Stones (Ladies and Gentlemen...The Rolling Stones) alias Mesdames et messieurs, les Rolling Stones
14. Déraciné (Unpacking) alias Le Déballage
15. L’Incroyable Arnold (Hulk Arnold)
16. Vous avez un nez ! (Nose) alias Le Nez
17. L'Éclipse (Eclipse)
18. Partie de poker (Poker) alias Poker
19. Félicitations (The Little Women)
20. Réunion de famille (Reunion) alias La Réunion de famille
21. Le Dernier Été (Summer - Part 1) alias C’est l’été
22. Le Jour de l'indépendance (Independence Day - Part 2)